# Steyr M1912
Die Steyr M1912 (auch bekannt als Steyr 1912 und Steyr-Hahn) ist eine österreichische Pistole im Kaliber 9 × 23 mm und 9 × 19 mm. Sie wurde von 1912 bis 1945 produziert und im Ersten und Zweiten Weltkrieg von österreichischen, deutschen und mit ihnen verbündeten Streitkräften genutzt.

## Geschichte und Technik
Die k.u.k. Armee hatte mit der Roth-Steyr M1907 bereits ihre alten Militärrevolver vom Typ Rast & Gasser ersetzt, doch die Roth-Steyr bewährte sich nicht. Insbesondere deren Sicherheitsmerkmale wurden bemängelt. Daraufhin stellten die Waffenwerke in Steyr 1911 eine neue Waffe vor. Bei dieser wurde das feste Kastenmagazin im Pistolengriff beibehalten, es kann entweder mit einzelnen Patronen oder über Ladestreifen befüllt werden. Die M1912 verwendet eine stärkere Munition, die Verriegelung bewirkt ein drehbarer Lauf. Nach dem Auslösen des Schusses setzt der Lauf eine kurze Strecke mit dem Schlitten zurück, wird dann aber durch im Gehäuse eingefräste Kulissen um 30° gedreht und entriegelt damit den Schlitten.
Diese Lösung war überaus zuverlässig. Im Gegensatz zur deutschen Pistole 08 war nicht nur der Lademechanismus besser gegen Verschmutzung geschützt, sondern erwies sich auch als toleranter gegenüber Schwankungen der Patronenlaborierung. Dafür war die deutsche Pistole dank ihrer Wechselmagazine schneller zu laden und hatte einen günstigeren Griffwinkel. Von der Steyr M1912 wurden etwa 300.000 Stück gebaut. Nach dem Anschluss Österreichs wurden diese vom Heereswaffenamt als Pistole 12 (ö) in die Ausrüstung der deutschen Streitkräfte übernommen. Dabei wurden viele Exemplare auf die Patrone 9 mm Parabellum umgerüstet und mit dem Zeichen 08 auf dem Schlitten gekennzeichnet.
Die Steyr M12/P16 war weltweit die erste Reihenfeuerpistole.

## Versionen
- 16-schüssige Sonderversion für Flugzeugbesatzungen
- Reihenfeuerpistole Steyr M12/P16 mit Dauerfeueroption und Anschlagschaft
- Marineversion mit Klappvisier und Anschlagschaft

## Beschriftungen und Stempel
| Variante                                 | Beschriftung Typ                 | Beschriftung Inhalt                            | Ort                                                        | Anmerkung                        | Belege |
| ---------------------------------------- | -------------------------------- | ---------------------------------------------- | ---------------------------------------------------------- | -------------------------------- | ------ |
| alle Modelle                             | Seriennummer                     |                                                | Schlitten, links, über Abzug und Rahmen, links, über Abzug |                                  | [ 1 ]  |
| alle Modelle                             | Positionanzeiger Sicherungshebel | S                                              | Schlitten, links, ganz hinten                              |                                  | [ 1 ]  |
| Steyr-Hahn (zivil)                       | Waffentyp                        | OESTERREICHISCHE WAFFENFABRIK STEYR M1911 9m/m | Schlitten, links, über Griffstück                          |                                  | [ 1 ]  |
| M1912 (k.u.k. Armee, Fertigung Steyr)    | Waffentyp                        | STEYR xxxx                                     | Schlitten, links, über Griffstück                          | xxxx = Herstellungsjahr          | [ 1 ]  |
| M1912 (k.u.k. Armee, Fertigung Budapest) | Waffentyp                        | STEYR MOD 1912                                 | Schlitten, links, über Griffstück                          |                                  | [ 1 ]  |
| M1912 (chilenisches Militär)             | Waffentyp                        | STEYR 1912 MOD.1911                            | Schlitten, links, über Griffstück                          |                                  |        |
| M1912 (chilenisches Militär)             | Wappen                           | Wappen                                         | Schlitten, links, vorne                                    |                                  |        |
| M1912 (chilenisches Militär)             | Kunde                            | EJERCITO DE CHILE                              | Schlitten, rechts, über Griffstück                         |                                  | [ 1 ]  |
| M1912 (rumänisches Militär)              | Waffentyp                        | STEYR xxxx                                     | Schlitten, links, über Griffstück                          | xxxx = Herstellungsjahr          |        |
| M1912 (rumänisches Militär)              | Waffentyp                        | Krone und „Md.1912“                            | Schlitten, links, vorne                                    |                                  |        |
| Pistole 12 (ö) (deutsches Militär)       | Waffentyp                        | 08                                             | Schlitten, links, vorne                                    | zusätzlich zu alten Markierungen | [ 1 ]  |